# 世界由你我開始
《世界由你我開始》是香港歌手周华健于1997年10月31日发行的粤语唱片，亦為其至今為止最後一張粤语專輯，由滚石唱片公司发行，唱片编号：ROD5152。
這一張大碟設計了兩首概念性組曲：《女人緣》和《男人緣》，又突破地與南非祖魯族人灌錄電影《我是誰》主題曲《有過去的人》。

## 曲目
| 曲序 | 曲名           | 曲                     | 詞     | 編曲           | 備註                                        |
| 1    | 月滿           | 馮正                   | 馮正   | 鮑比達         |                                             |
| 2    | 有過去的人     | 周華健                 | 林夕   | 蔡朝華         | 電影《我是誰》粵語主題曲 國語版為《我是誰》 |
| 3    | 男人緣         | 包小松                 | 林夕   | 蔡朝華         |                                             |
| 4    | 今夜無所不能   | 周華健、郭宗韶、李庭匡 | 林夕   | 吳慶隆         |                                             |
| 5    | 算什麼         | 周華健                 | 林夕   | 吳慶隆         |                                             |
| 6    | 翡冷翠         | Clayton                | 李焯雄 | 許華強         |                                             |
| 7    | 夜半歌聲       | 周華健                 | 林夕   | 洪敬堯         | 國語版為《怕》                              |
| 8    | 小圈子         | 賴雨辰                 | 林夕   | 包小松         |                                             |
| 9    | 最後今天       | 周華健                 | 林夕   | 吳慶隆         |                                             |
| 10   | 女人緣         | 包小松                 | 林夕   | 包小松、蔡朝華 | Sharp DV手提攝錄機廣告主題曲                |
| 11   | 新性情中人     | 包小松                 | 林夕   | 王繼康         |                                             |
| 12   | 罪惡感覺       | 賴雨辰                 | 張揚   | 王繼康         |                                             |
| 13   | 世界由你我開始 | 周華健                 | 林夕   | 吳慶隆         | 國語版為《我祈求》                          |

## 唱片版本
- CD版本

## 相关参考
- 周华健